# Hal Sutton
Hal Sutton, född 28 april 1958 i Shreveport i Louisiana, är en amerikansk golfspelare.
Sutton var en lovande golfspelare under sin gymnasietid och 1980 utsågs han till College Player of the Year i tidningen Golf Magazine. Under det tidiga 1980-talet etablerade han sig som en av PGA-tourens unga stjärnor och han vann majortävlingen PGA Championship 1983. Efter det kom han in i en lång formsvacka och mellan 1986 och 1995 vann han ingen PGA-tävling och behöll tourkortet endast på grund av att han låg bland de 50 spelare som under karriären hade vunnit mest pengar på PGA-touren. 2001 hade han dock ett av sina bästa år då han klarade cutten i 22 tävlingar av 26 och han vann dessutom en tävling, Shell Houston Open på TPC i The Woodlands. Den säsongen vann han 1,7 miljoner dollar.
Han var icke spelande kapten för det amerikanska Ryder Cup-laget 2004. Tävlingen som spelades på Oakland Hills Country Club vanns av det europeiska laget med 18,5 poäng mot 9,5. Sutton kritiserades för sitt beslut att under den första dagen låta Tiger Woods spela i par med Phil Mickelson under den första dagen.
2005 är inte Sutton med och konkurrerar på PGA-touren och under året har han fortfarande inte klarat cutten i någon tävling. I april 2008 blir han kvalificerad för att spela på Champions Tour.

## Meriter

### Majorsegrar
- 1983 PGA Championship

### PGA-segrar
- 1982  Walt Disney World Golf Classic
- 1983  Tournament Players Championship
- 1985  St. Jude Memphis Classic,  Southwest Golf Classic
- 1986  Phoenix Open,  Memorial Tournament
- 1995  B.C. Open
- 1998  Westin Texas Open,  The Tour Championship
- 1999  Bell Canadian Open
- 2000  The Players Championship, Greater Greensboro Chrysler Classic
- 2001  Shell Houston Open